# Rudolf Kreitlein
Rudolf Kreitlein, ne le 14 novembre 1919 à Fürth, et mort le 1er août 2012 à Stuttgart, est un  arbitre allemand de football. Il débuta en 1963, fut arbitre international en 1966 et arrêta en 1969.
Il est l'initiateur de l'invention des cartons jaunes et rouges.

## Carrière
Il a officié dans des compétitions majeures : 
- Coupe d'Allemagne de football 1962-1963 (finale)
- Coupe intercontinentale 1965 (match aller)
- Coupe des clubs champions européens 1965-1966 (finale)
- Coupe du monde de football de 1966 (2 matchs)